# Nezâ Selbuz
Nezâ Selbuz (* 2. Januar 1967) ist eine  Schauspielerin, die vor allem in deutschsprachigen Filmen mitwirkt.
Selbuz hatte ihr Filmdebüt als Schauspielerin 1995 in dem Fernsehfilm Der Infiltrator. Sie spielte in Der große Bagarozy die Maria Callas sowie in Todesspiel die Souhaila Andrawes. Außerdem war sie in Süperseks, Folge der Feder und in Fisimatenten zu sehen. Der Kurzfilm Pastry, Pain and Politics, in dem Selbuz eine Hauptrolle spielte, wurde 1999 mit dem Schweizer Filmpreis in der Kategorie Bester Kurzfilm ausgezeichnet. Des Weiteren wirkte sie als Schauspielerin in verschiedenen Rollen von 1998 bis 2004 in einigen Folgen der deutschen Filmreihe Tatort mit.

## Filmografie
- 1995: Der Infiltrator (Fernsehfilm)
- 1997: Todesspiel (Fernsehdokumentation)
- 1998–2008 Tatort (versch. Rollen)
  - 1998: Engelchen flieg
  - 2002: Filmriss
  - 2008: Auf der Sonnenseite
- 1998: Pastry, Pain and Politics  (Kurzfilm)
- 1998: Kurz und schmerzlos
- 1999: Der große Bagarozy (Spielfilm)
- 2000: Fisimatenten
- 2000: Auslandstournee
- 2001: Das Mädcheninternat – Deine Schreie wird niemand hören
- 2001: All’ Arrabbiata – Eine kochende Leidenschaft
- 2002: Klinikum Berlin Mitte – Leben in Bereitschaft
- 2002: Ghettokids – Brüder ohne Heimat
- 2003: Für immer verloren
- 2004: Süperseks
- 2004: Folge der Feder!
- 2009: Männerherzen